# Shinkansen sèrie 300
La sèrie 300 (300系, Sanbyaku-kei) era un tren shinkansen d'alta velocitat japonès, amb una velocitat operativa màxima de 270 km/h, que va operar a les línies Tokaido i Sanyo Shinkansen al Japó entre 1992 i 2012. Quan es van introduir per primera vegada, es van utilitzar als serveis nozomi (els més ràpids). A mesura que es van lliurar més (66 trens el 1998), van substituir les unitats anteriors al servei hikari i van permetre que les unitats de la sèrie 100 desplaçades finalment, al seu torn, desplacessin les unitats de la sèrie 0 en gairebé tots els serveis.
Amb la introducció de nous equips de la sèrie 700 i N700, els conjunts de la sèrie 300 van ser degradats gradualment als serveis Hikari i Kodama més lents, i es van retirar completament dels serveis Tokaido i Sanyo Shinkansen a l'inici de l'horari revisat el 17 de març de 2012.

## Disseny
L'estil frontal d'aquestes unitats consistia en una "falca corba", que substituïa els cons de morro d'estil d'avió dels trens shinkansen anteriors. El punt més endavant era la part inferior del pilot. Estaven pintats de blanc brillant amb una franja blava de gruix mitjà sota les finestres.
Només es van formar com a conjunts de setze cotxes i no tenien cotxes restaurant, tot i que originalment tenien dos taulells de refrigeris (més tard eliminats).
Tècnicament, destaquen per ser els primers conjunts shinkansen que utilitzen motors de tracció de CA trifàsic en lloc d'unitats de corrent continu, així com noves vogies sense suport per reduir el pes.
La sèrie 300 va rebre el premi Laurel el maig de 1993.
A partir del 2001, es va començar retirar les primeres unitat que es van convertir per utilitzar-los com a trens de proves JR Central per a nous equips digitals ATC al Tokaido Shinkansen.

## Variants
- Sèrie 300-9000: conjunt de pre-sèrie de 16 cotxes.[3]
- Sèrie 300-0: conjunts "J" de 16 cotxes propietat de JR Central, introduïts des del març de 1992.[4]
- Sèrie 300-3000: conjunts "F" de 16 cotxes propietat de JR-West.[5]

## Galeria

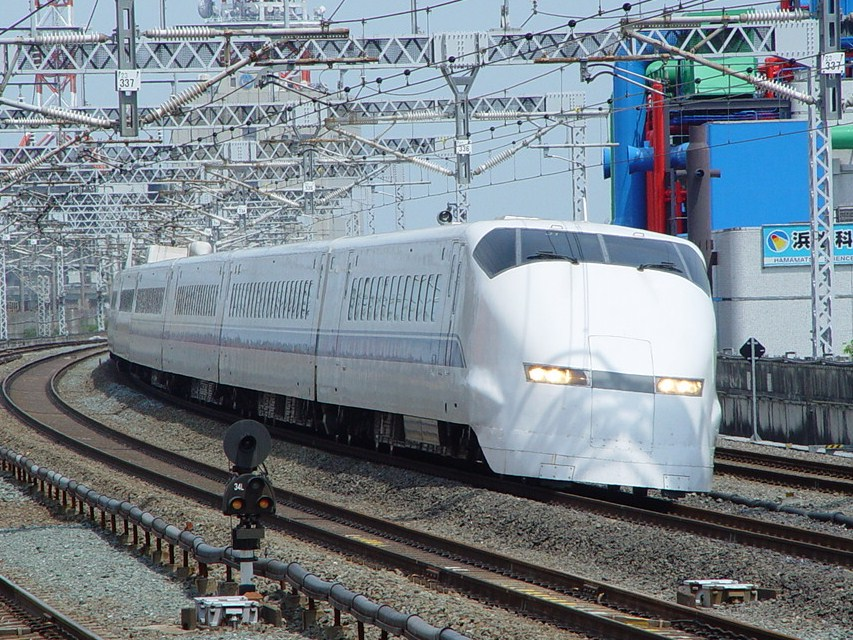
Conjunt de prototips J1 a prop de l'estació d'Hamamatsu en una prova l'abril de 2003
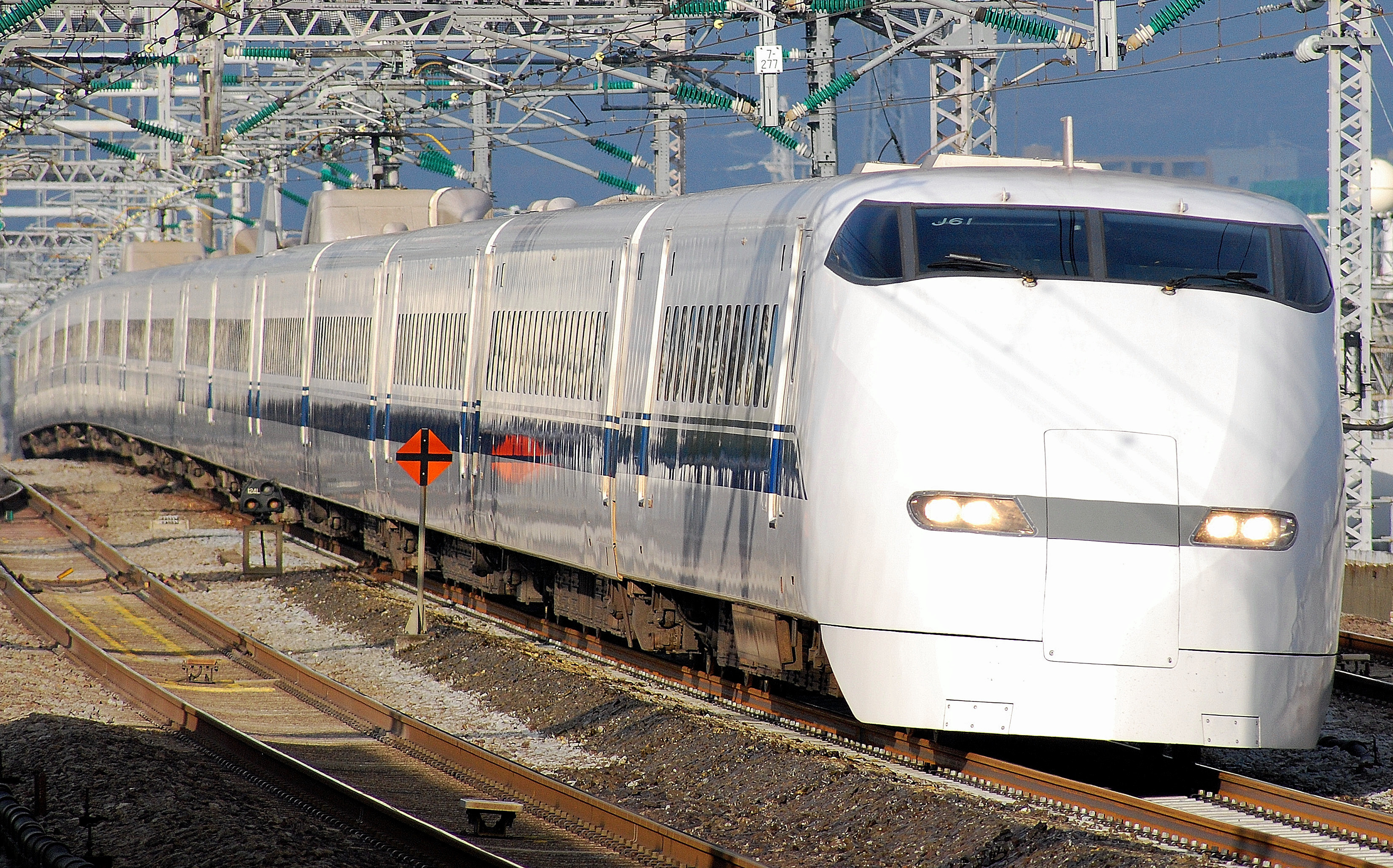
JR Central set J61 el febrer de 2011
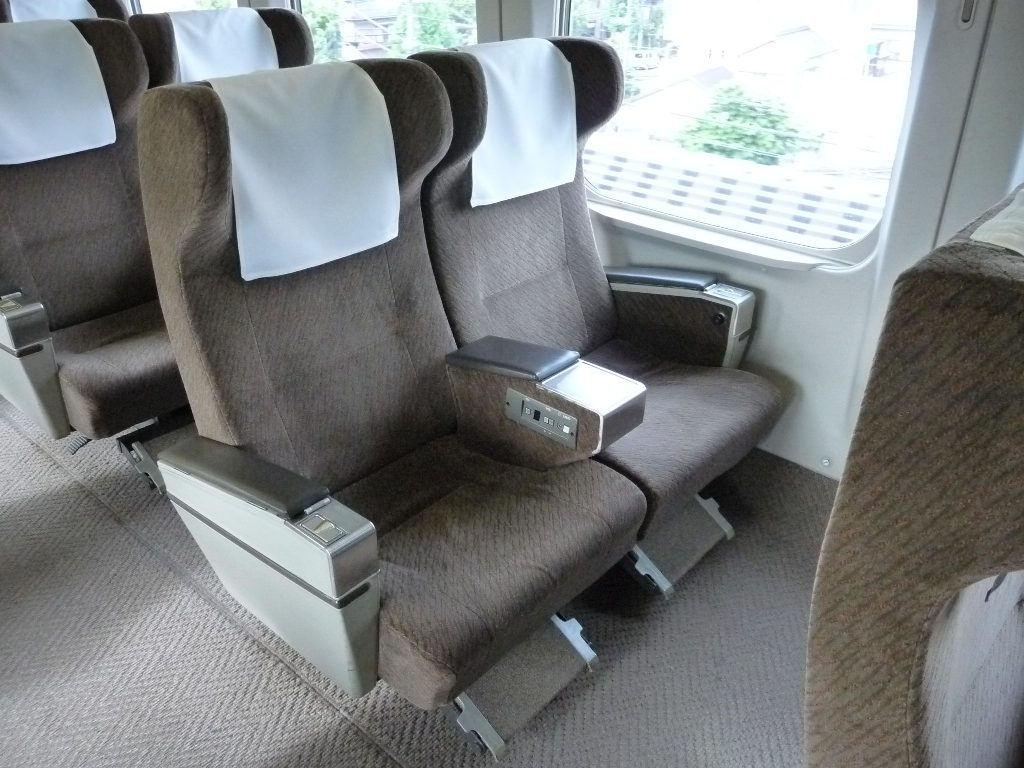
JR Central (J set) Seients de classe verda
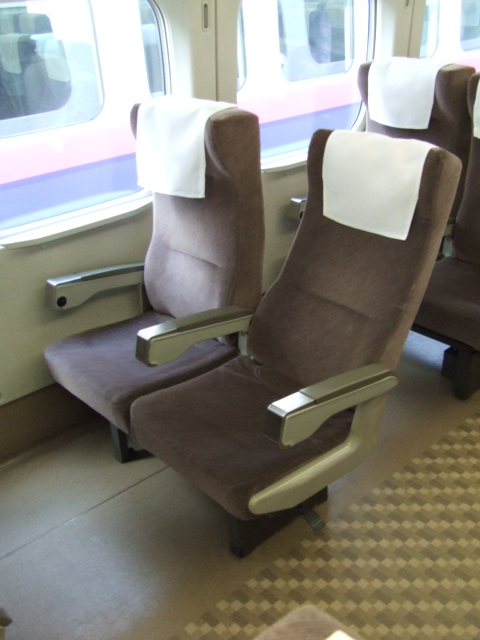
Seients de classe estàndard JR Central (J set)